# Rapira

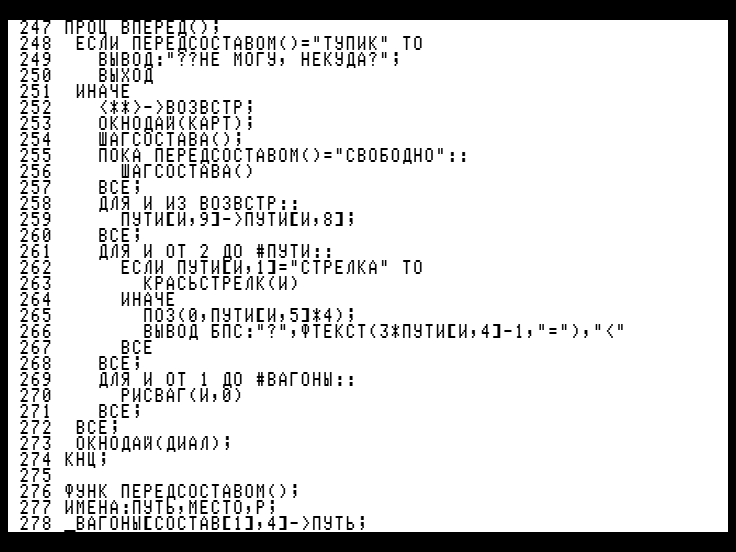
Fragment programu napisanego w Rapira na komputerze Agat

Rapira (Ros. Рапира, rapier) – edukacyjny proceduralny język programowania stworzony w latach 1980 w ZSRR i zaimplementowany w komputerze BESM-6, następnie w pierwszym sowieckim PC Agat i klonach PDP-11 (Elektronika DVK, Elektronika BK) oraz klonach Intel-8080/Z80 (Korwet). Rapira był językiem interpretowanym z dynamicznym systemem typów i wysokim poziomem konstrukcji. Oryginalnie język opierał się na rosyjskim zestawie słów, jednak później dodano również zestawy angielskie i mołdawskie. Rapira był językiem znacznie łatwiejszym w użyciu niż ówczesne implementacje języka Pascal.
Rapira był używany do nauki programowania komputerów w Sowieckich szkołach w ramach programu "Szkolnica". Środowisko programistyczne zawierało edytor tekstu, zintegrowany debugger, interpretator języka Rapira, interpretator języka Robik, graficzny system "Szpaga", zestaw typowych funkcji matematycznych, zestaw przykładowych programów dla różnych przedmiotów szkolnych.
Przykładowy program:
```
ПРОЦ СТАРТ();
    ВЫВОД: "ЗДРАВСТВУЙ, МИР!";
КНЦ;
```

To samo, lecz używając angielskiego słownictwa:
```
proc start();
     output: "Hello, world!!!";
end;
```

Ideologia języka Rapira została oparta na językach takich jak POP-2, SETL czy ALGOL.